# Вильерс, Лоуренс, 7-й граф Кларендон
Джордж Фредерик Лоуренс Хайд Вильерс, 7-й граф Кларендон (англ. Laurence Villiers, 7th Earl of Clarendon; 2 февраля 1933 — 4 июля 2009) — британский пэр из семьи Вильерсов. Он носил титул учтивости — лорд Хайд с 1935 по 1955 год.

## Биография
Родился 2 февраля 1933 года. Единственный сын Джорджа Герберта Артура Хайда Вильерса, лорда Хайда (1906—1935), и достопочтенной Мэрион Федоровны Луизы Глин (1900—1970). Внук Джорджа Герберта Хайда Вильерса, 6-го графа Кларендона (1877—1955). Его отец погиб в результате перестрелки в Южной Африке в 1935 году. Получил образование в Итонском колледже (Виндзор, Беркшир) и Мадридском университете в Испании.
Лоуренс Вильерс был почетным пажом короля Великобритании Георга VI в 1948—1949 годах. Он проходил военную службу в качестве лейтенанта Королевской конной гвардии в период с 1951 по 1953 год.
13 декабря 1955 года после смерти своего деда Лоуренс Вильерс унаследовал титулы 7-го графа Кларендона и 7-го барона Хайда из Хиндона.
В период с 1962 по 1993 год он был управляющим директором компании Seccombe, Marshall and Campion plc.

## Семья
17 июня 1974 года лорд Кларендон женился на Джейн Дайане Доусон (род. 1938), дочери Эдварда Уилэма Доусона и Бетти Дианы Викерс. У них было двое детей:
- Джордж Эдвард Лоуренс Вильерс, 8-й граф Кларендон (род. 12 февраля 1976), преемник отца.
- Леди Сара Кэтрин Джейн Вильерс (род. 20 октября 1977), жена Гая Хорнера, двое детей.